# 張鳴鶚
張鳴鶚（？—？），號雲臺，浙江杭州府錢塘縣人，明朝政治人物。

## 生平
萬曆十三年（1585年）乙酉科浙江鄉試第十七名舉人，十七年（1589年）己丑科二甲第十八名進士。授工部虞衡司主事，督京廒，省土瓦费巨万。旧时民运入都，未饱奸吏，即终岁露积，所耗损无算。张鸣鹗为并舍收贮，以候稽纳，至今便之。釐治衢道，访古渠利用，绳其侵塞者，权贵敛手。二十三年（1595年）出为吉安府知府，廉得大猾，主名稍寘。诸理讼庭間，肃掾属，凛禀终张鸣鹗任，无敢以一牍尝者。尤好振作士类，讲学白鹭洲，手甲乙其艺。矿税事起，貂虎四出，肉视郡县，哮狼张甚。鸣鹗置酒與约，以单词定额，他有所請，辄合乐乱之，中人为之降礼，民赖焉。二十九年（1601年）擢河南按察司副使，专管修河，辨郭英兄弟冤，立捕得杀人者，一时称为神君。三十三年九月調浙江按察司副使、兵備揚州，三十六年升福建右参政，三十七年三月被巡按御史董紹舒弹劾不职，降一级，三十八年正月以拾遺降三级，寻罢官归。

## 家族
曾祖张誠。祖父张麒。父张经。